# Ягуаровый синодонт
Ягуаровый синодонт (лат. Synodontis camelopardalis) — пресноводная рыба из семейства перистоусых сомов отряда сомообразных.

## Описание
Длина тела до 18 см. Окраска золотисто-белая с мраморными разводами из коричневых пятен и полос.

## Ареал и места обитания
В природе этот вид сомиков известен только в пределах своего типового местонахождения в Эала на реке Руки в центральной части бассейна реки Конго (Западная Африка). Бентопелагическая рыба. Обитает в тропических водоёмах с температурой воды +22...+26 °C, pH = 6,0—7,5 и жёсткостью воды dH = 5—25°.

## Аквариумное содержание
Для содержания необходим аквариум ёмкостью от 100 л, в котором поддерживают температуру воды на уровне +22...+28°С, жёсткость 5—25° и рН = 6,0—7,5. Растительная пища в рационе должна составлять до 20%. Размножение проводят в аквариуме-нерестовике размером 100 х 40 х 40 см. Плодовитость около 700 икринок.